# 暗い血の旋舞
『暗い血の旋舞』（くらいちのせんぶ）は、松本清張の長編小説。1987年4月に日本放送出版協会から書き下ろし刊行された。後に電子書籍版も発売されている。

## 概要

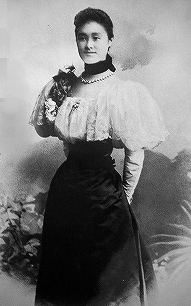
クーデンホーフ光子

オーストリア＝ハンガリー帝国の貴族に嫁いだクーデンホーフ光子の実像を推理し、ハプスブルク帝国の一側面にスポットを当てたドキュメンタリー小説。小説の形式で書かれているが、内容は紀行的ノンフィクションである。
NHK特集『ミツコ 二つの世紀末』と並行する作品として発表された。

## あらすじ
欧州連合の先駆的提唱者・リヒャルト・クーデンホーフ＝カレルギーの母は日本女性・青山みつであった。青山みつ（＝クーデンホーフ光子）の次男・リヒャルトの書いた『回想録』『美の国』によれば、光子は社交界で人気の花形夫人であったと伝えられる。クーデンホーフ家の資料を求めて、ウィーンを訪れた杉田省吉は、リヒャルトの著書には傍証も参考文献も添えられていないことが気にかかり、その記述には誇張が含まれているのではと感じていた。
ウィーン市庁の史料保存所にはクーデンホーフ家の関連文書が残されていなかったが、プラハに史料が所在する可能性がある、とガイドのマキ・バウアーは杉田に伝える。またフランツ・フェルディナント大公の妃・ゾフィー・ホテクの家系について示唆を受けた杉田は、チェコ・ボヘミア地方に飛び、その足跡をたどる旅を続ける。

## 主な登場人物
```
クーデンホーフ家・青山家系図（一部省略）　　　　　　　　　　　　　　　ホテク家・ハプスブルク家系図（一部省略）

　　　　　　青山喜八
　　　　　　　　┃
　　　　　　　　┣━━━━青山みつ　　　　　　　　　　　　　　　　　　　　　　　　　　　┏━━ボブスラウ━━ゾフィー
　　　　　　　　┃　（クーデンホーフ光子）┏━━ハンス　　　　　　　　　　　　　　　　　┃　　　　　　　　　　┃
　　　　　　　津禰　　　　　　┃　　　　　┃　　　　　　　　　　　　　　　　　　　　　　┃　　　　　　　　　　┃
　　　　　　　　　　　　　　　┃　　　　　┣━━リヒャルト　　　　　　　　カレル━━━━┫　　　　　　　　　　┃　　　　　　　　
　　　　　　　　　　　　　　　┣━━━━━┫　　　　　　　　　　　　　　　　　　　　　　┃　　　　　　　　　　┃
　　　　　　　　　　　　　　　┃　　　　　┣━━ゲオルフ━━ミヒャエル　　　　　　　　　┃　　　　　　　　　　┃
　　　　フランツ・カール　　　┃　　　　　┃　　　　　　　　　　　　　　　　　　　　　　┗━━アントニーン　　┃
　　　　　　　　┃　　　　　　┃　　　　　┣━━オルガ　　　　　　　　　　　　　　　　　　　　　　　　　　　　┃
　　　　　　　　┣━━━━ハインリヒ　　　┃　　　　　　　　　　　　　　　　　　　　　　　　　　　　　　　　　┃　　
　　　　　　　　┃　　　　　　　　　　　　┣━━イーダ　　　　　　　　　　　　　┏フランツ・ヨーゼフ一世　　　┃
　　　　　　　マリー　　　　　　　　　　　┃　　　　　　　　　　　　　　　　　　┃　　　　┃　　　　　　　　　┃
　　　（カレルギス家出身）　　　　　　　　┗━━カルル　　　　　　　　　　　　　┃　　　　┣━━━ルドルフ　　┃　　　　　　　　　　　　　　　　
　　　　　　　　　　　　　　　　　　　　　　　　　　　　　　　　　　　　　　　　┃　　　　┃　　　　　　　　　┃
　　　　　　　　　　　　　　　　　　　　　　　　　　　　　　　　　　　　　　　　┃　　エリザベート　　　　　　┃
　　　　　　　　　　　　　　　　　　　　　　　　　　　　　　　　　　　　　　　　┃　　　　　　　　　　　　　　┃
　　　　　　　　　　　　　　　　　　　　　　　　　　　　　　　　　　　　　　　　┗カール・ルートヴィヒ━━━フランツ・フェルディナント

```

杉田省吉
クーデンホーフ光子の小説化を考え、旅をしながらそのプランを練っている。
マキ・バウアー
オーストリア観光局員。杉田の通訳兼ガイド。
ヴェレミーナ
チェコ・日本交易協会会員。杉田の通訳。

## 作品の舞台
- 作中人物が訪れる場所を記述。

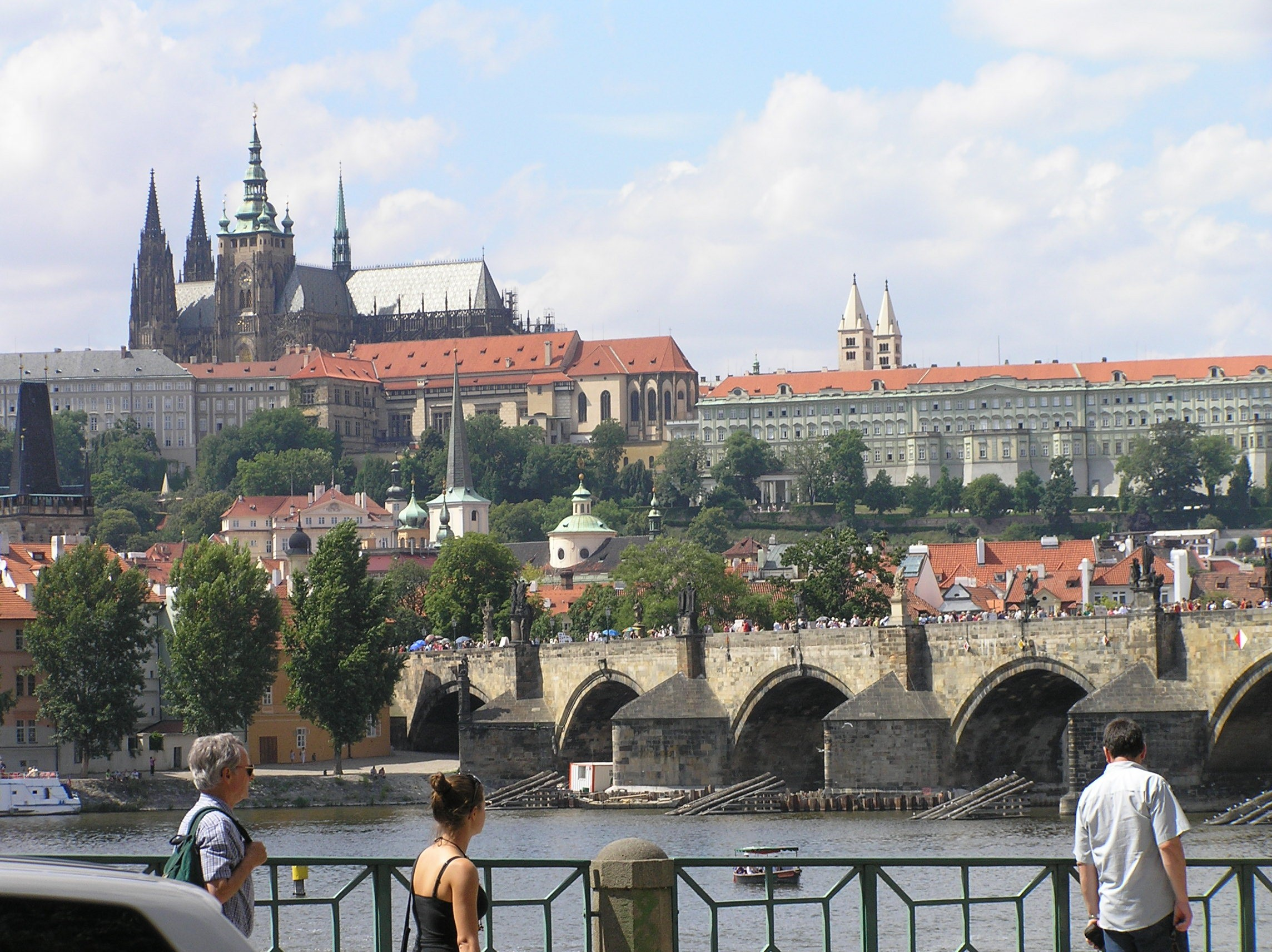
プラハ旧市街

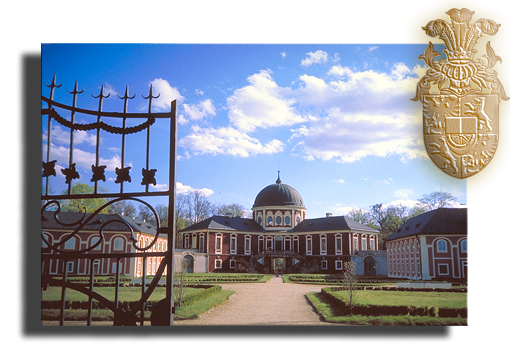
ヴェルトゥルスィー館

- ヒーツィンガー墓地…ウィーン・シェーンブルン宮殿の裏手に所在。クーデンホーフ家一族の他、オットー・ワーグナーやグスタフ・クリムトらが埋葬されている。Maxing Strasseは墓地の西側を南北に走る通り。光子は夫の死後ウィーンに移住し、通り沿い12番地の館に居住していた。
- プラハのインターコンチネンタルホテルは、ヴルタヴァ川に架かるスヴァルトプルク・チェフ橋近くに2025年現在も存在している。
- ヨゼフォフ…プラハのユダヤ人地区。ダビデの星が掲げられている。
- ビーラー・ホラ…プラハ近郊。白山の戦い（1620年、三十年戦争初期）において戦場となった。古戦場を示す記念碑がある。駐墺国日本大使館付武官陸軍大尉・畑中孝之輔は漢詩「白山有感」を詠んだ。
- ヴェルトゥルスィー館…プラハ北北西、ヴェルトゥルスィーにあるホテック家の居館。
- ヴェルケー・ブレズノ…エルベ川近く。ホテック分家の館がある。
- コノピシュチェ…プラハ南南東にある、フランツ・フェルディナント大公の狩猟の館。

## NHK特集『ミツコ 二つの世紀末』
- 本作単行本の発売と並行する形で、NHK特集（20:00-20:45）『ミツコ 二つの世紀末』が、1987年5月4日から6月1日まで、5回にわたり放映された。吉永小百合が案内人を務め、光子の四男・カルルや、光子の三男・ゲオルフの孫にあたるソフィアなどに取材している。なお、光子に関するドキュメンタリー番組は、これ以前にもNHK特集『国境のない伝記―クーデンホーフ家の人びと』（1973年）があるほか、映像を追加した本番組の再放送版が、2002年4月29日から5月1日まで、3回にわたり放映されている。なお、この番組の一部には、当時開発されていたハイビジョンで収録を行なっており、NTSCシステムに変換の上、レターボックス方式で放送された。

キャスト
- 青山光子 / 案内人：吉永小百合
- ナレーション：和田篤

スタッフ
- ディレクター：吉田直哉
- 音楽：冨田勲
- 撮影：戸田桂太
- 技術：大嶋一郎
- 編集：高室晃三郎
- 効果：益子保男
- 制作：NHK

サブタイトル
| 各回  | 放送日        | サブタイトル                   |
| ----- | ------------- | ------------------------------ |
| 第1回 | 1987年5月4日  | 麻布・青山・ウィーン・ボヘミア |
| 第2回 | 1987年5月11日 | 解体のおののき                 |
| 第3回 | 1987年5月18日 | 民族のゆくえ                   |
| 第4回 | 1987年5月25日 | 夢と傷心の現実                 |
| 第5回 | 1987年6月1日  | 終り あるいは始まり            |